# Arthur Deetz
Arthur Deetz (18. Juni 1826 in Wesel – 16. Juli 1897 in Berlin) war ein deutscher Theaterschauspieler, -regisseur und -intendant.

## Leben
Deetz, Sohn eines Oberstabsarztes, widmete sich zuerst dem Militärdienste und trat 1843 als Avantageur bei der siebenten Artilleriebrigade in Köln ein. Nach dreijähriger militärischer Tätigkeit ging er jedoch, seiner Jugendneigung folgend, zur Bühne. Seinen ersten Auftritt hatte er am 8. November 1846 am Hoftheater in Neu-Strelitz. Zwei Jahre später trat er schon ins Burgtheater ein, das er jedoch bald wieder verließ um Engagement in Leipzig, Weimar, Pest, Mannheim (1856 bis 1860), Karlsruhe, Darmstadt, Dessau etc. zu nehmen.
1864 übernahm er die Deutsche Oper in Amsterdam, wo er künstlerische Erfolge erzielte und Wagner und Gounod zum ersten Mal zur Aufführung brachte. 1873 wurde er am Königlichen Theater in Berlin engagiert, wo er als „Königsleutnant“ und „Odoardo“ debütierte. Bereits ein Jahr darauf wurde er zum Regisseur ernannt, 1877 dann zum artistischen Direktor.
In diesem Jahr beschloss Deetz, der zuerst im Fache erster Helden und Liebhaber aufgetreten, ab 1860 in das der Heldenväter und rhetorischen Charakterrollen übergegangen war, seine schauspielerische Tätigkeit.
Als „Chorführer Cajetan“ trat er am 3. Juni 1878 zum letzten Mal öffentlich als Darsteller auf.
Er war ein beliebter geschmackvoller Schauspieler, der es mit seiner Kunst sehr ernst nahm. Faust, Nathan, Tell, Wallenstein, Königsleutnant, Götz etc. gehörten zu seinen besten Rollen. Als Direktor stand er dem Kunstinstitute, auf dessen Wohl und Gedeihen sein ganzer Sinn gerichtet war, bis 1887 vor. Hierauf zog er sich ins Privatleben zurück.
Verheiratet war er ab 1858 mit der Schauspielerin Marie Brand (1835–1893).
Arthur Deetz starb 1897 im Alter von 71 Jahren in Berlin. Er wurde auf dem Friedhof I der Jerusalems- und Neuen Kirche vor dem Halleschen Tor beigesetzt, wo zuvor bereits seine Frau ihre letzte Ruhestätte gefunden hatte. Beide Gräber sind nicht erhalten.